# Otto Separy
Otto Separy (ur. 5 sierpnia 1957 w Kubila) – papuański duchowny rzymskokatolicki, od 2019 biskup Bereiny.

## Życiorys
Święcenia kapłańskie przyjął 17 czerwca 1991 i został inkardynowany do diecezji Wewak. Pracował przede wszystkim jako duszpasterz parafialny, zaś w latach 2001-2007 był także kanclerzem kurii diecezjalnej.
2 lipca 2007 został mianowany biskupem pomocniczym Aitape ze stolicą tytularną Pupiana. Sakry biskupiej udzielił mu 30 października 2007 ówczesny biskup Aitape, Austen Robin Crapp. 9 czerwca 2009 został ogłoszony następcą bp. Crappa na urzędzie ordynariusza Aitape.
16 lipca 2019 otrzymał nominację na biskupa Bereiny, zaś 25 września 2019 kanonicznie objął urząd.
2 lipca 2020 został wybrany wiceprzewodniczącym Konferencji Episkopatu Papui-Nowej Gwinei i Wysp Salomona.